# Castine-en-Plaine
Castine-en-Plaine ist eine französische Gemeinde mit 1.758 Einwohnern (Stand 1. Januar 2022) im Département Calvados in der Region Normandie. Sie gehört zum Kanton Évrecy und zum Arrondissement Caen. 
Sie entstand als Commune nouvelle mit Wirkung vom 1. Januar 2019 durch die Zusammenlegung der bisherigen Gemeinden Rocquancourt, Hubert-Folie und Tilly-la-Campagne, die in der neuen Gemeinde den Status einer Commune déléguée haben. Der Verwaltungssitz befindet sich im Ort Rocquancourt.

## Gliederung
| Ortsteil                       | ehemaliger INSEE-Code | Fläche (km²) | Einwohnerzahl zum 1. Januar 2022 |
| ------------------------------ | --------------------- | ------------ | -------------------------------- |
| Rocquancourt (Verwaltungssitz) | 14538                 | 2,75         | 1.072                            |
| Hubert-Folie                   | 14339                 | 1,93         | .0418                            |
| Tilly-la-Campagne              | 14691                 | 3,55         | .0268                            |

## Lage
Nachbargemeinden sind Saint-Martin-de-May und Ifs im Nordwesten, Soliers im Nordosten, Bourguébus und Le Castelet im Osten, Saint-Aignan-de-Cramesnil im Südosten, Bretteville-sur-Laize im Süden und Fontenay-le-Marmion im Südwesten.